# Dłusko (jezioro w powiecie drawskim)
Dłusko (niem. Langer See) – jezioro rynnowe w Polsce położone w województwie zachodniopomorskim, w powiecie drawskim, w gminie Złocieniec.
Akwen leży na Pojezierzu Drawskim, około 800 metrów na północ od Złocieńca. Jezioro otoczone lasami, na południowym brzegu zlokalizowany ośrodek wczasowy.